# Ulten
Ulten ([ˈʊltn̩]; italienisch Ultimo) ist eine italienische Gemeinde mit 2913 Einwohnern (Stand 31. Dezember 2023) im Ultental in Südtirol. Sie besteht aus den vier Ortschaften St. Walburg, Kuppelwies, St. Nikolaus und St. Gertraud mit den umliegenden Streusiedlungen und gehört zur Bezirksgemeinschaft Burggrafenamt.

## Geographie
Die Gemeinde Ulten, mit 208,5 km² die flächenmäßig fünftgrößte Gemeinde Südtirols, nimmt den obersten Abschnitt und Hauptteil des in Südwest-Nordost-Richtung verlaufenden Ultentals sowie umliegende Berggebiete ein. Die vier Ortschaften der Gemeinde, der Hauptort St. Walburg (1190 m), Kuppelwies (1153 m), St. Nikolaus (1256 m) und St. Gertraud (1501 m) sowie die Mehrzahl der zahlreichen verstreuten Bauernhöfe liegen nahe dem von der Falschauer durchflossenen Talboden.
Auf drei Seiten umschlossen wird das Gemeindegebiet von Bergen der Ortler-Alpen, die teils im Nationalpark Stilfserjoch unter Schutz gestellt sind. Der höchste Punkt des Gemeindegebiets ist die Hintere Eggenspitze (3443 m) über dem Talschluss. Nordseitig werden die Gipfel zum Zufrittkamm gerechnet, in dem die Zufrittspitze (3439 m) und das Hasenöhrl (3257 m) aufragen. Südseitig werden sie zum nach der Ilmenspitze (2656 m) benannten Ilmenkamm gezählt, der auf weiter Strecke auch die Grenze zum Trentino trägt.

## Geschichte
Die großteils deutschsprachigen Flurnamen deuten darauf hin, dass das Tal erst durch die Bajuwaren im Frühmittelalter nachhaltig erschlossen worden sein dürfte. Der Name ist als Talname in einer Urkunde aus der Zeit zwischen 1082 und 1098 als Ultun erstgenannt.
Ulten war in Mittelalter und Früher Neuzeit ein landesfürstliches Gericht, das aus zwölf Werchen bestand und von tirolischen Gerichtspflegern verwaltet wurde. Als solcher wird im Jahr 1434 Vlreich Fulhyn, phleger in Vltenn urkundlich genannt. Die historischen Ursprünge der österreichischen Familie Kupelwieser liegen im Ortsteil Kuppelwies.
Die Gemeinde Ulten entstand 1810 durch den Zusammenschluss der Ortschaften St. Pankraz, St. Walburg, Kuppelwies, St. Nikolaus und St. Gertraud. 1950 trennte sich die Fraktion St. Pankraz ab und wurde wieder selbstständig.

## Politik

### Bürgermeister
Bürgermeister seit 1952:
- Paul Schwienbacher: 1952–1956
- Josef Gamper: 1956–1960
- Franz Gruber: 1960–1962
- Oswald Schwienbacher: 1962–1962
- Hugo Gamper: 1962–1964
- Josef Schweigl: 1964–1967
- Karl Schwienbacher: 1967–1971
- Josef Schweigl: 1971–1980
- Anton Mairhofer: 1980–1995
- Gottfried Oberthaler: 1995–1995
- Rudolf Ties: 1995–2010
- Beatrix Mairhofer: 2010–2020
- Stefan Schwarz: seit 2020

### Wappen
Beschreibung: Der  Wappenschild hat vorn in Silber den Tiroler Adler am Spalt und hinten in Schwarz einen weißen Balken. Es ist von dem Wappen der Grafen von Eschenlohe abgeleitet.

## Bevölkerung
Ulten ist gemäß den erhobenen Sprachgruppenzugehörigkeitserklärungen bzw. Sprachgruppenzuordnungserklärungen eine weitgehend deutschsprachige Gemeinde. Als Berechnungsgrundlage der folgenden Prozentwerte wurden die gültigen Erklärungen von Personen mit italienischer Staatsbürgerschaft herangezogen.
| Sprache     | 1981    | 1991    | 2001    | 2011    | 2024    |
| ----------- | ------- | ------- | ------- | ------- | ------- |
| Deutsch     | 99,67 % | 98,95 % | 99,15 % | 99,40 % | 99,09 % |
| Italienisch | 0,30 %  | 0,98 %  | 0,85 %  | 0,53 %  | 0,84 %  |
| Ladinisch   | 0,03 %  | 0,07 %  | 0,00 %  | 0,07 %  | 0,07 %  |

## Wirtschaft
Die das Tal entwässernde Falschauer und ihre Nebenbäche werden mit Hilfe diverser Stauseen (Arzkarsee, Fischersee, Grünsee, Weißbrunnsee, Zoggler-Stausee) energetisch genutzt. Auf dem Gemeindegebiet befinden sich drei Speicherkraftwerke, die zur Kette der Wasserkraftwerke im Ultental gehören.

## Bildung
In der Gemeinde Ulten gibt es Bildungseinrichtungen für die deutsche Sprachgruppe. Zu diesen gehören drei Grundschulen (in St. Gertraud, St. Nikolaus und St. Walburg) sowie eine Mittelschule in St. Walburg.

## Sehenswürdigkeiten
- Die Lahnersäge in St. Gertraud war bis in die 1980er Jahre als Sägemühle in Betrieb. Heute ist sie ein Nationalparkhaus des Nationalparks Stilfserjoch. Gezeigt werden Schutz- und Nutzfunktionen des Waldes und das Schneiden vom Baumstamm zum Bretterholz durch die wasserbetriebene Säge.
- Die drei Ultner Urlärchen in St. Gertraud stehen auf 1430 m Meereshöhe. Sie sind etwa 850 Jahre alt.
- Das Talmuseum befindet sich in St. Nikolaus. Das Museum bietet Einblicke in Lebensweisen der Ultner Bauern.
- Das Dokumentationszentrum Culten in St. Walburg geht unter anderem auf die Ur- und Frühgeschichte des Tales ein.
- Die einsam gelegene St.-Mauritius-Kirche zählt zu den ältesten des Tals.

## Persönlichkeiten
- Hugo Gamper (1934–1979), Rechtsanwalt und Politiker
- Dominik Paris (* 1989), Weltcup Ski-Rennläufer, Super-G-Weltmeister 2019, Super-G-Weltcupsieger 2019

## Bilder

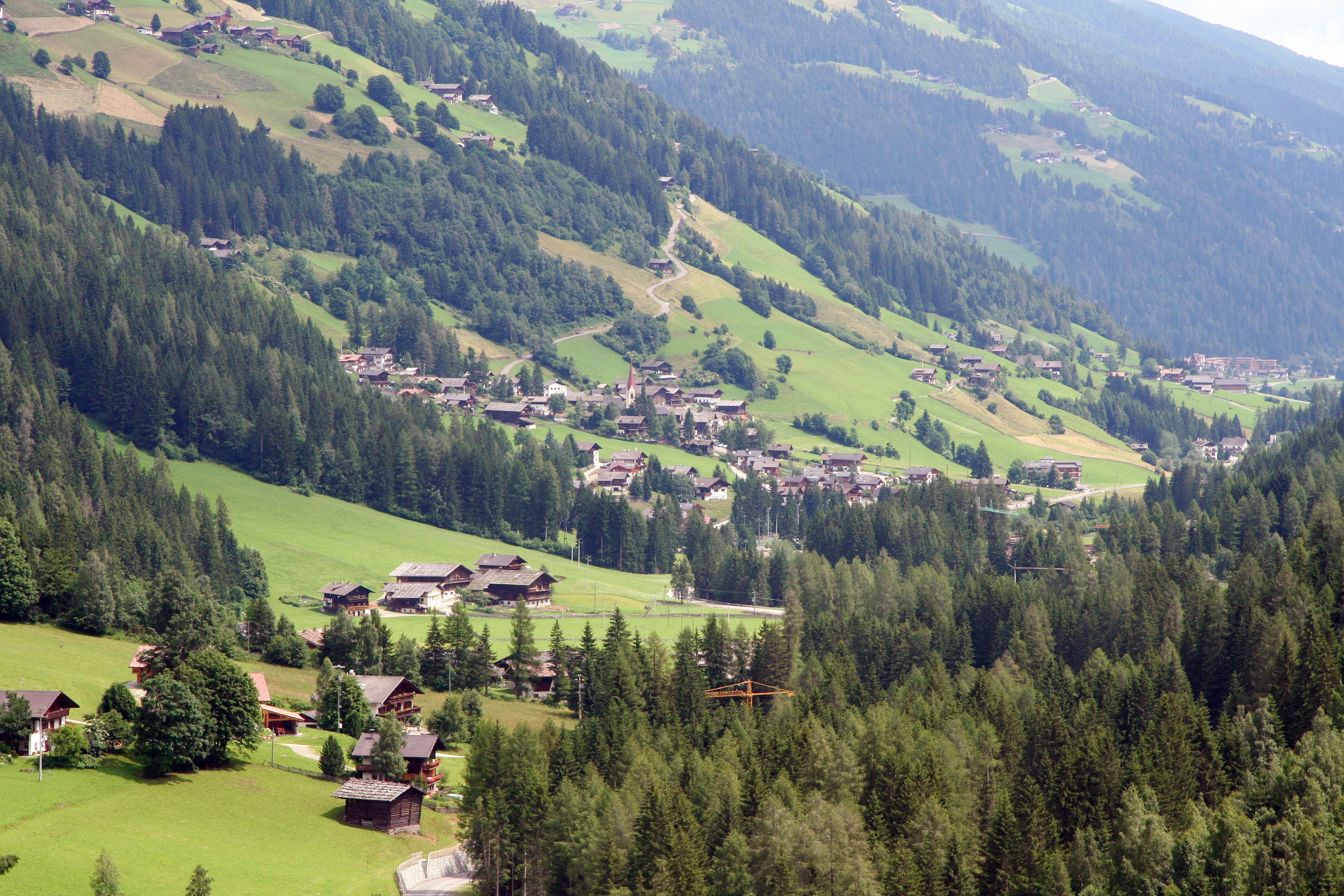
St. Nikolaus
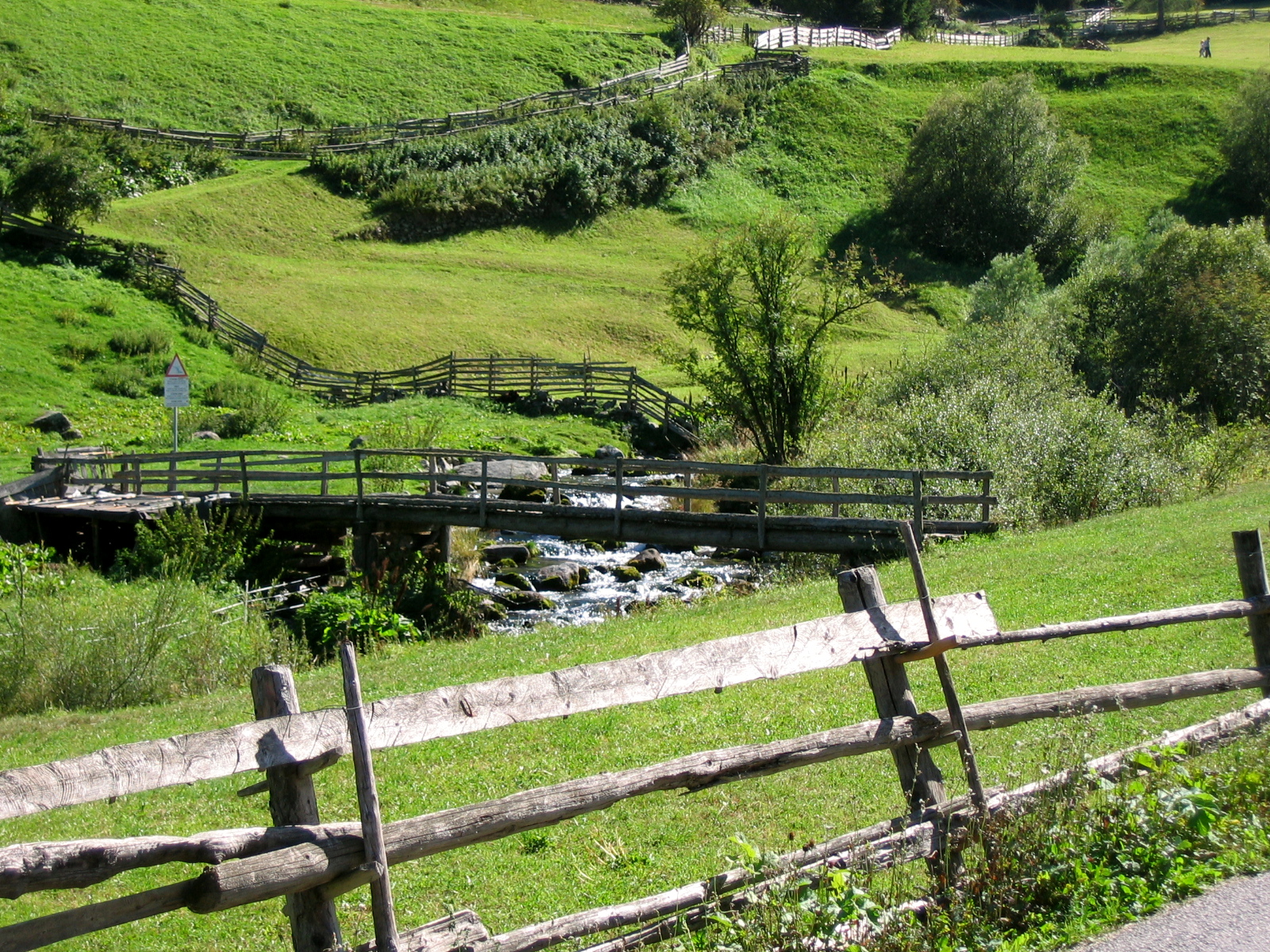
Falschauer nahe St. Gertraud
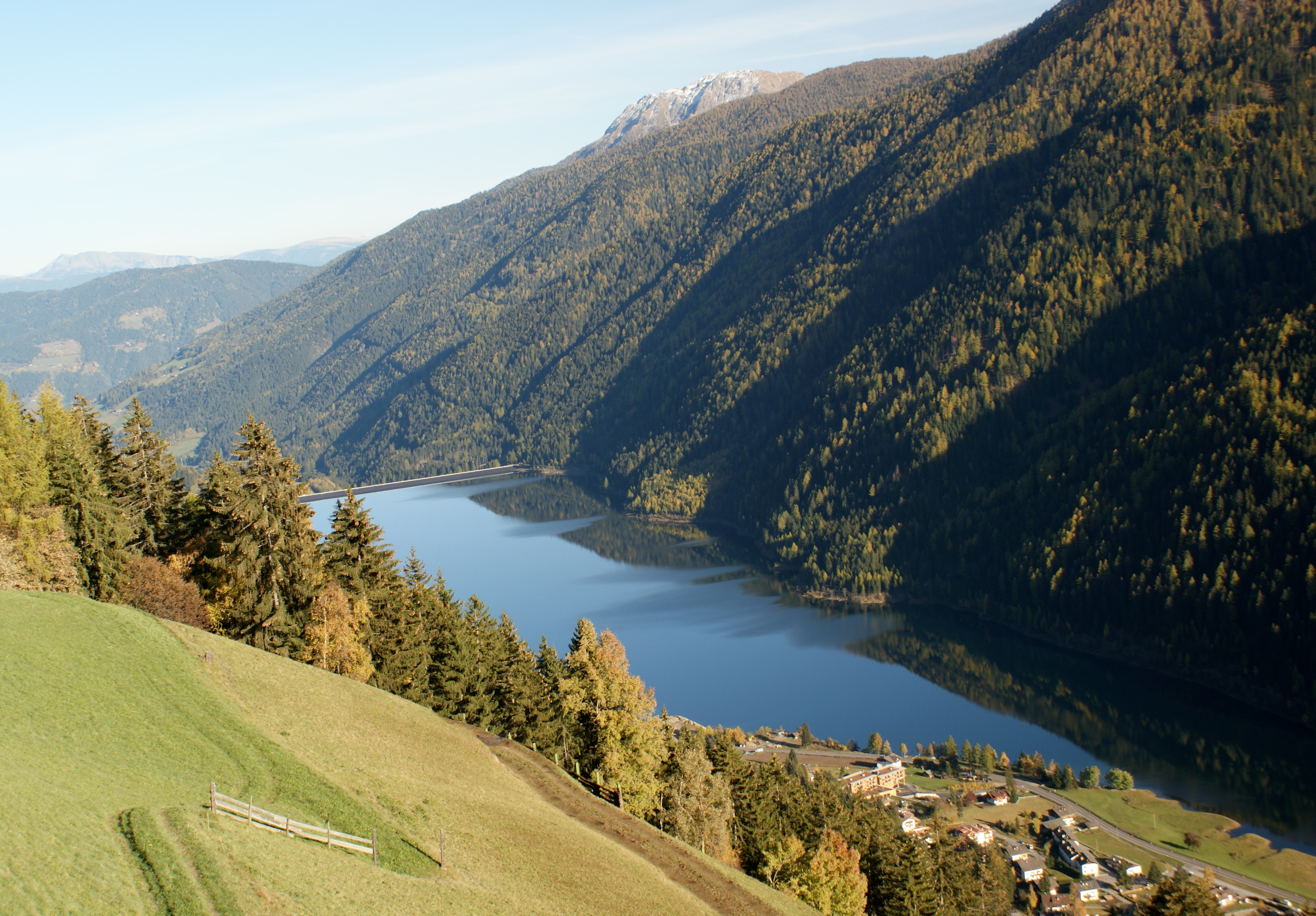
Zoggler-Stausee